# Ždírec nad Doubravou
Ždírec nad Doubravou é uma cidade checa localizada na região de Vysočina, distrito de Havlíčkův Brod.